# Чивидале-дель-Фриули
Чивидале-дель-Фриули (итал. Cividale del Friuli, вен. Cividal, Cividale del Friul, фриул. Cividât, местн. Sividât, словен. Čedad, нем. Östrich) — город на северо-востоке Италии, на реке Натизоне, у восточных отрогов Альп рядом со словенской границей. Его древнее название — Фриуль (лат. Forum Iulii) — распространяется и на окрестности. Столица Фриульского герцогства и Фриульской марки в 568—827 годах.

## Общие сведения
Коммуна входит в современный регион Фриули-Венеция-Джулия, подчиняется административному центру Удине. Население составляет 11 077 человек(31-3-2019), плотность населения — 218,7 чел./км². Занимает площадь 50,65 км². Почтовый индекс — 33043. Телефонный код — 0432.
Покровителем коммуны почитается святой Донат из Ареццо, празднование 21 августа.

## История
Поселение возникло при Юлии Цезаре как муниципий Форум Юлия (Forum Iulii). После разрушения варварами Аквилеи и Карника часть жителей этих великих городов перешла в Форум Юлия, который в народе стал искажённо именоваться Фриулем.
Когда в 568 году лангобарды во главе с Альбоином вторглись на север Италии, Фриуль пал одним из первых городов. Альбоин уступил его племяннику Гизульфу I как столицу вновь образованного герцогства Фриульского. Так название города распространилось на окрестности.
Карл Великий преодолел сопротивление фриульского правителя Ротгауда, овладел его землями, а столицу переименовал в «город на востоке» (лат. Civitas Austriae). Отсюда происходят современные итальянское (Cividale) и немецкое (Östrich) названия города. На землях лангобардского герцогства при Каролингах была организована Фриульская марка.
С VIII века Чивидале оказался вовлечён в споры патриархов Аквилейских со Святейшим престолом. По настоянию Карла Великого патриарх обосновался в Чивидале, но в 1031 году вернулся в Аквилею, а в 1238-м перебрался в Удине. Это привело к затяжному противостоянию Чивидале и Удине за главенство в регионе.
В 1419—1420 годах бывшие резиденции патриарха были заняты венецианцами и вошли в состав Террафермы. На этом самостоятельная политическая роль Чивидале подошла к концу.

## Демография
Динамика населения:

## Достопримечательности

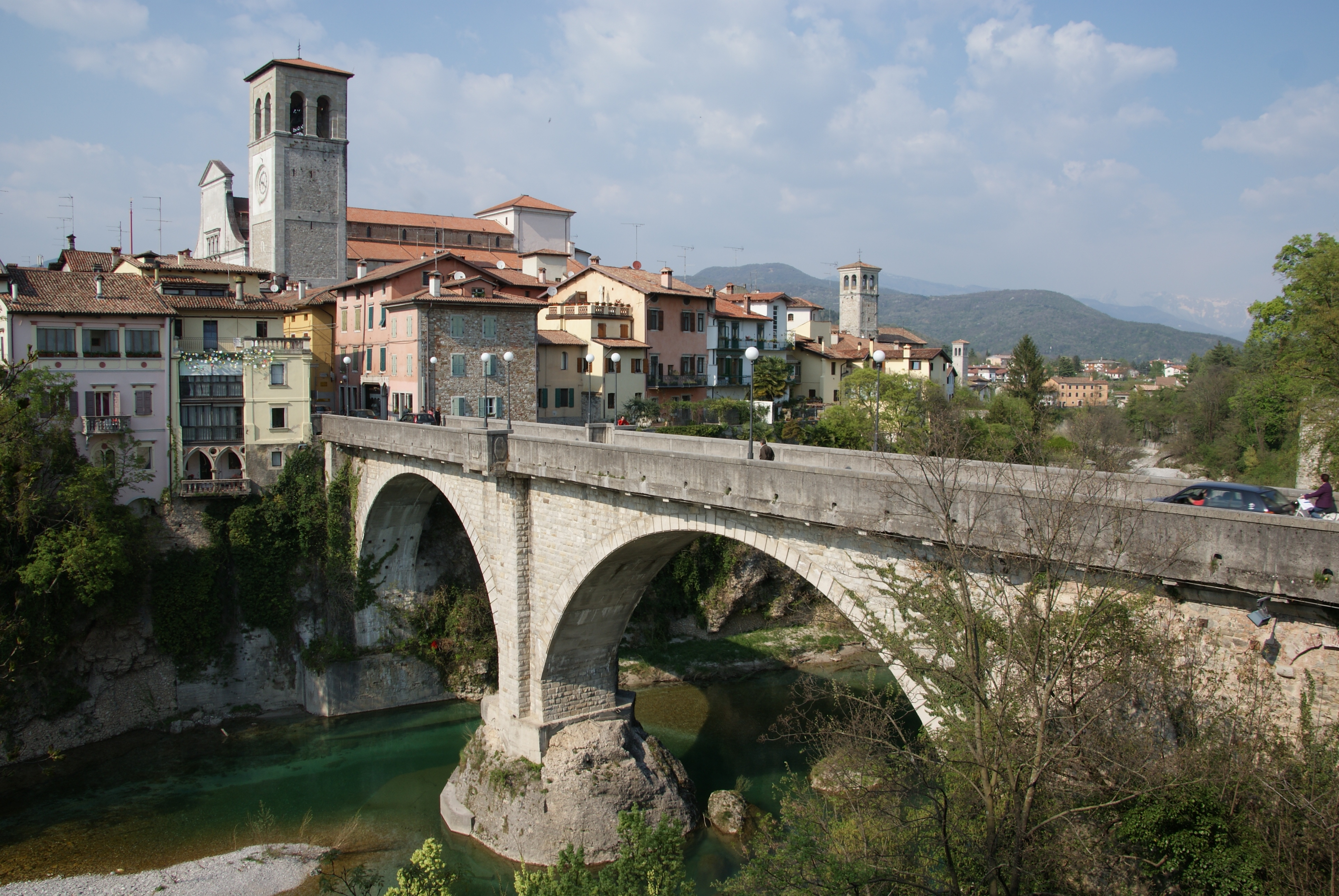
Река делит Чивидале на две половины

Через Натизоне с XV века перекинут живописный мост Дьявола (перестроен в 1918). Древнейший памятник города — кельтский гипогей неясного предназначения, возможно, служивший в древности тюрьмой. Церковь Санта-Мария-ин-Валле, называемая итальянцами итал. Tempietto longobardo, восходит ко временам лангобардов (древнейшие части постройки датированы около 750 г.) и по мнению местных краеведов могла служить капеллой (домовой церковью) фриульских герцогов.
В центре города лежит соборная площадь с археологическим музеем и кафедральным Собором Вознесения Девы Марии (Ассунта) (итал. Santa Maria Assunta). Средневековый собор обрушился в 1502 году; от него уцелел серебряный алтарь Пеллегрина II (около 1200 года) с надписями, буквально впечатанными в металл. Современное здание было выстроено по проекту архитектора Пьетро Ломбардо в XVI веке.
Интерес представляет также киворий алтаря в церкви Сан-Мартино, выполненный между 731 и 744 годами по заказу герцога Ратхиса, ставшего затем королем. Рельеф кивория «Христос во славе» представляет собой раннюю редакцию этой темы, которая займёт впоследствии большое место в средневековом искусстве
Национальный археологический музей занимает Палаццо Преторио (1565—1615), проект которого приписывают Палладио; главное его сокровище — молитвенник Гертруды, некогда принадлежавший снохе Ярослава Мудрого. Лангобардские древности собраны в Музее раннехристианского искусства, находящемся недалеко от Собора.